# Belén de Umbría
Pour les articles homonymes, voir Belén.
Belén de Umbría est une municipalité située dans le département de Risaralda en Colombie.